# Mobilier chinois

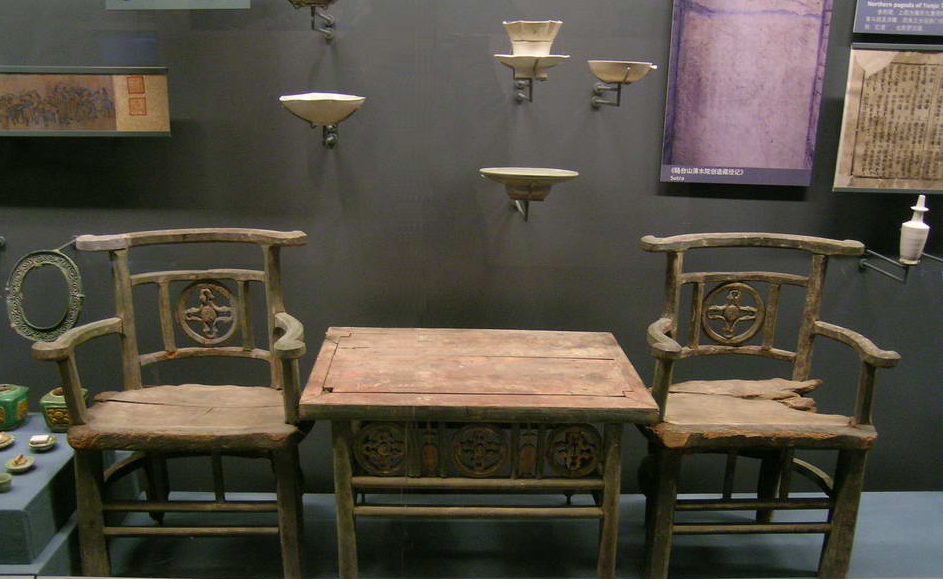
Mobilier datant de la dynastie Liao.

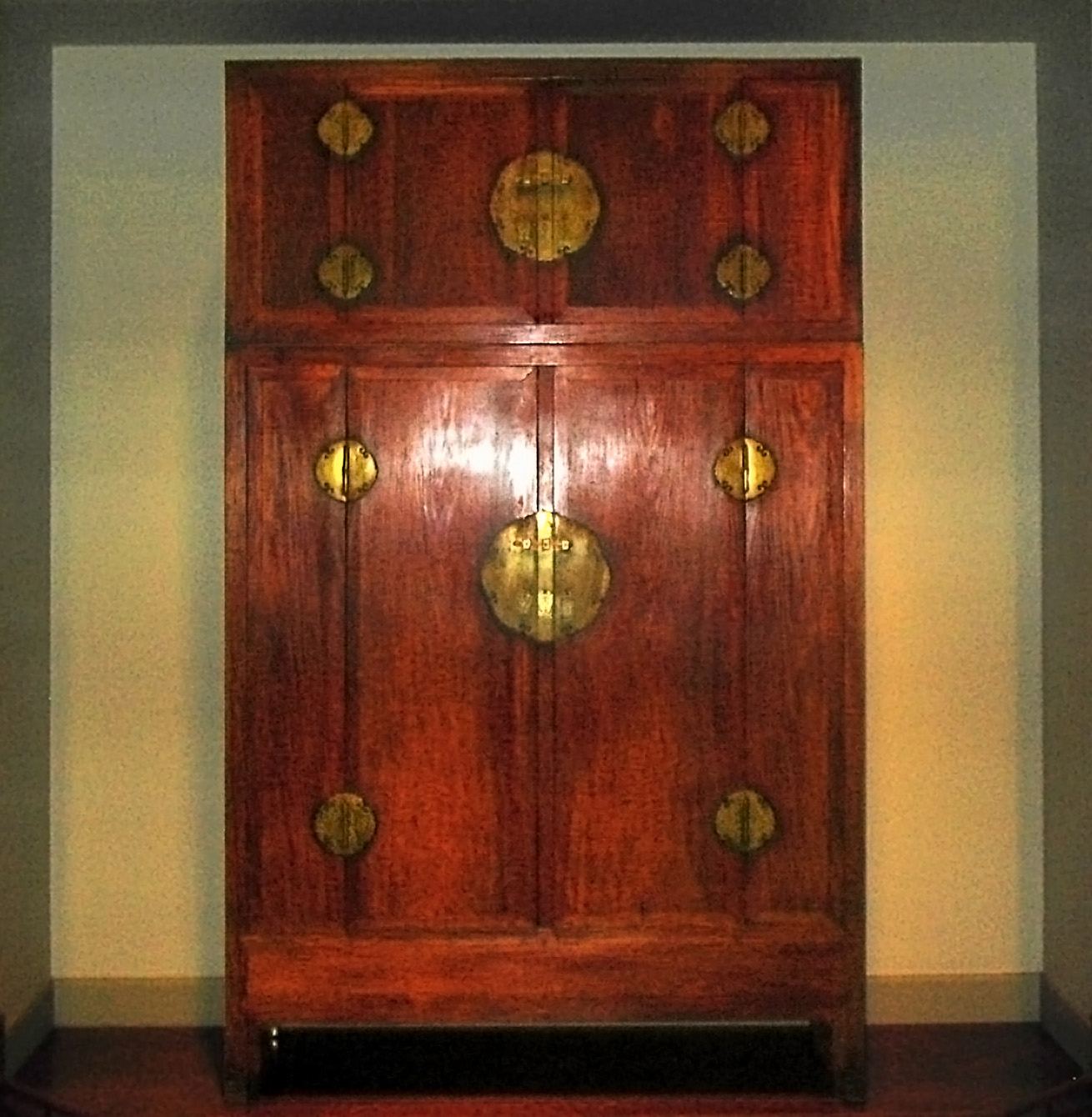
Armoire datant de la dynastie Ming faite en palissandre vers la seconde partie du XVIe siècle.

Le mobilier chinois est relatif au mobilier traditionnel utilisé par la civilisation chinoise.

## Les bois employés
On distingue les bois durs, bois de haute qualité provenant des régions tropicales, des bois courants originaires des régions tempérés.

## Les types de meubles

### Les meubles laqués
- Les meubles laqués étaient conçus pour les palais, les temples, les demeures du pouvoir.

- La laque peut être gravée (ti hung) ou utilisée pour remplir un dessin gravé, puis polie (tien chi) ou peinte (miao chi).

- Les incrustations : nacre, émail, jades aux couleurs vives, ivoire, corne, agate, ambre, pierre dure, marbre, céramique.

### Les meubles en bois dur
- Les meubles en bois dur étaient réservés aux demeures des familles riches, aux maisons des nobles et des hauts fonctionnaires.

- Les bois : zitan santal, huanghuali palissandre, jichimu, tiélimu bois de fer, nanmu. Le bois de santal est particulièrement prisé à cause de sa dureté, de sa résistance au temps.

- Techniques des meubles sculptés : le modelé en relief, le bas-relief, la ciselure.

### Les meubles en rotin et bambou
Typique de l'Asie, le bambou, importé de Taïwan est souvent utilisé  pour la fabrication de meubles astucieux dont les pièces peuvent être démontées, assemblées ou utilisées séparément. Le bambou peut être associé au bois, au rotin, au métal et à la céramique. Les variations sont infinies.

## Histoire du mobilier

### L'Antiquité
L’origine de l’esthétique asiatique aux formes simples remonte jusqu'en 1500 av. J.-C. Dans l'Antiquité, les Chinois s'asseyaient sur des nattes de paille. Le mobilier issu de cette période montre des tapis tissés, quelquefois accompagnés d’accoudoirs, fournissant des assises accompagnés par des tables basses. L'usage des lits et des banquettes se répand après la période des Royaumes combattants.

### L’influence du Bouddhisme
Le début du premier millénaire a vu l’afflux du bouddhisme et l’influence des cultures étrangères. Le bouddhisme, vers l’an 200, véhicula l’idée de Bouddha assis sur une plateforme surélevée au lieu d’un simple tapis. Ceci fut adopté comme siège honorifique pour les invités spéciaux, dignitaires ou officiels, généralement lors de cérémonies. Une version plus longue fut ensuite utilisée pour s’allonger. Ceci évolua en lit et lit de repos. Le mobilier gagnant en hauteur évolua en table. Sous les dynasties Wei et Tsin (220-420), le tabouret pliant devint populaire, il est issu des tribus nomades du Nord et Ouest qui l’utilisaient pour faciliter le transport à cheval. Ensuite, des tabourets tressés en forme de sablier apparaissent. Ce design est toujours en usage aujourd’hui en Chine.

### La dynastie Tang
Quelques-uns des styles considérés comme chinois apparurent lors de la dynastie Tang (618 - 907). Le mobilier Tang privilégie le confort et le luxe. Par exemple, les tables et les tabourets s'empilent, les chaises avec dossier apportent plus de confort, on s'assied les jambes pendantes au lieu des talons. Le mobilier de luxe apparaît avec l'utilisation des bois rares comme le bois de rose. Les qualités requises de l'ébéniste s'inspirent directement de la peinture lettrée : simplicité, pureté, dignité, vigueur, intégrité, profondeur, maladresse archaïsante.
Les meubles de bois de rose sont de trois types : siège, table, armoire ou cabinet.

### La dynastie Song
Les ateliers d'ébénisterie se développent beaucoup sous les Song et les Yuan. Sous les Song (960-1279), l'usage du mobilier se démocratise dans toutes les couches de la société chinoise. Les peintures de cette époque et les fouilles archéologiques témoignent que les tables, les chaises, les guéridons, les buffets, les bancs et beaucoup d'autres meubles sont de plus en plus utilisés.

### La dynastie Ming

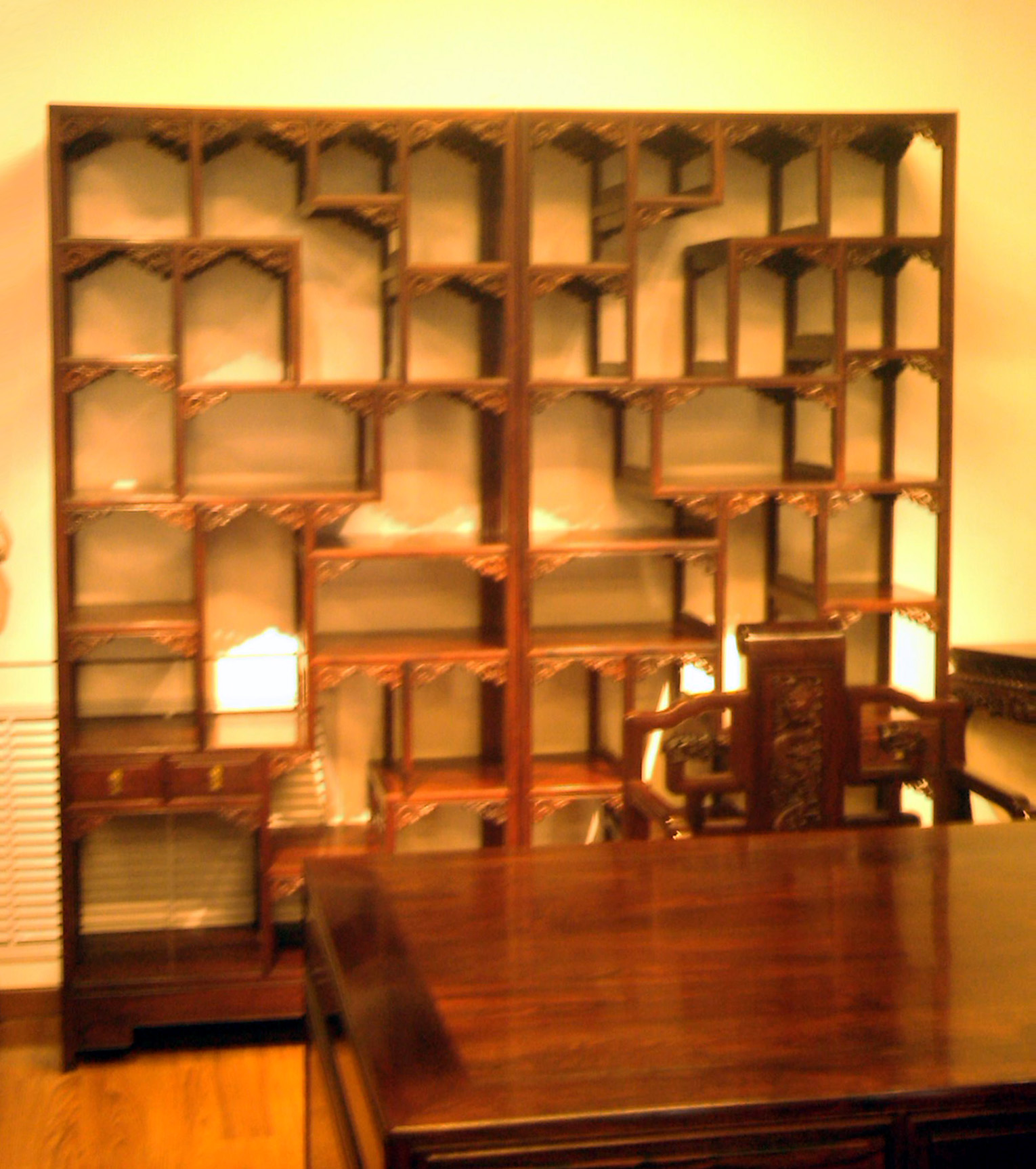
Paire symétrique d'étagères dans un marché chinois

L'époque Ming est considérée comme l'âge d'or du mobilier chinois. Les meubles Ming (couches, chaises, tables, écrans, paravents, cabinets, consoles, commodes, armoires, bibliothèques), fabriqués par des artisans anonymes, étaient destinés aux élites lettrées. Bien qu'ils soient fabriqués à partir d'assemblages complexes de tenons et mortaises, ces meubles ont généralement une apparence simple, fonctionnelle, une structure apparente, une décoration élégante et discrète. Les lignes, carrées sont épurées et belles, les courbes, douces. Fabriqués à base d'essences précieuses telles que le huali, une variété de bois rose, les meubles sont souvent revêtus d'une laque transparente magnifiant les veines du bois.

### La dynastie Qing
Contrairement au mobilier Ming, le style Qing est perméable à l'influence occidentale dont il reprend souvent les types de moulures. Surtout, le décor, typiquement chinois, s'enrichit considérablement de peintures et de motifs sculptés ou gravés (fleurs, dragons, phœnix, ki-lin (un animal mythologique), nuages et feuilles stylisées) pour atteindre des sommets à la fin du XIXe siècle.

### La mode des «chinoiseries»
Si la Chine s'est inspirée des techniques et des styles de mobilier européens à partir des échanges commerciaux avec les comptoirs jésuites à la fin du XVIe siècle, en retour, l'Europe s'est inspirée de la Chine à l'époque baroque et plus encore pendant la période rococo. Cette mode affectait, outre l'art des jardins, les arts décoratifs en général et le mobilier en particulier. 
Au départ, on commandait aux artisans chinois des panneaux de boiserie ou de laque et on faisait le montage en Europe. Plus tard, pour faire baisser les prix, on cherchera à imiter l'esthétique chinoise en fabriquant des produits imitant la laque (vernis Martin) ou la porcelaine.